# Эмерджентность

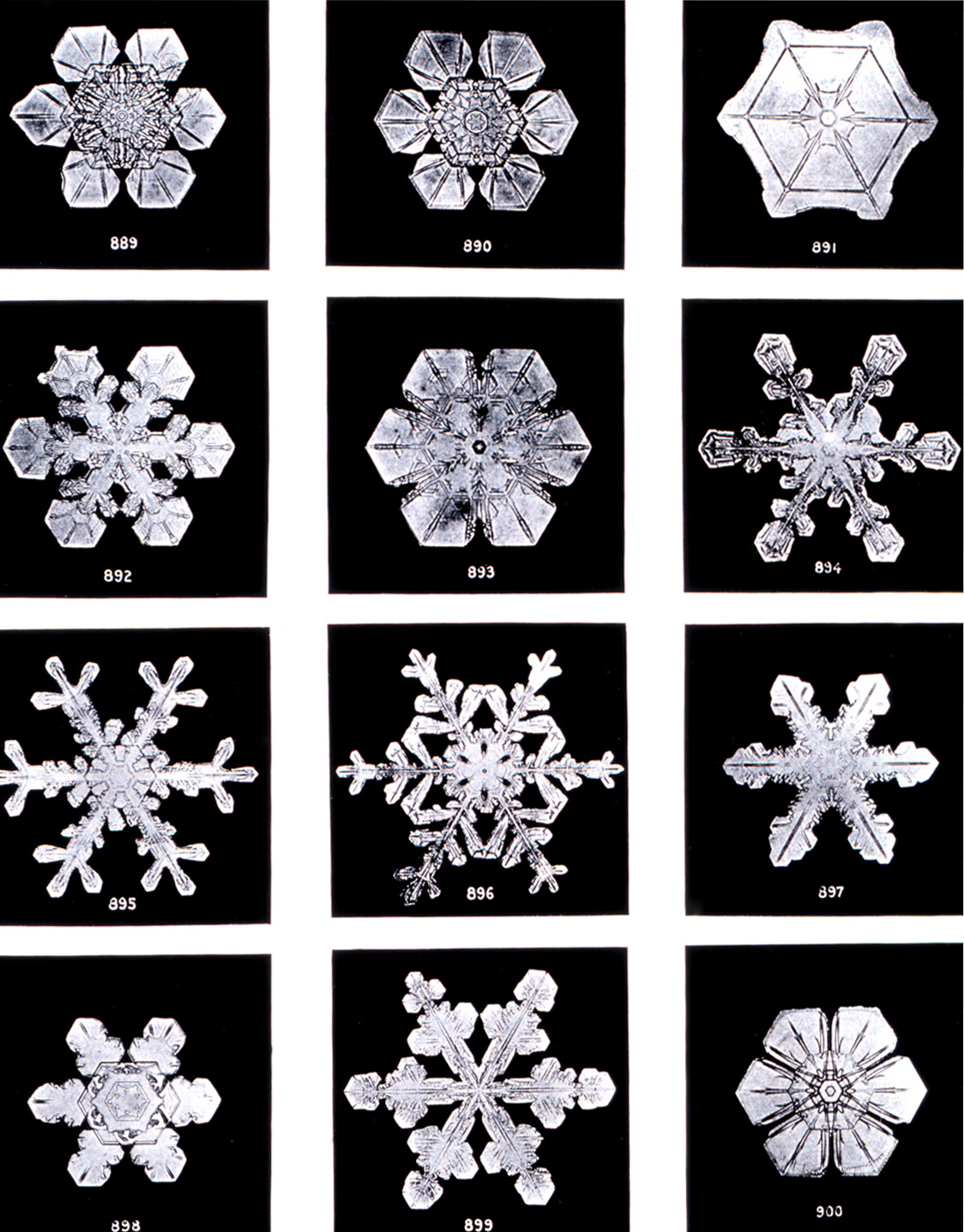
Образование сложных симметричных и фрактальных паттернов в снежинках иллюстрирует эмерджентность физической системы.

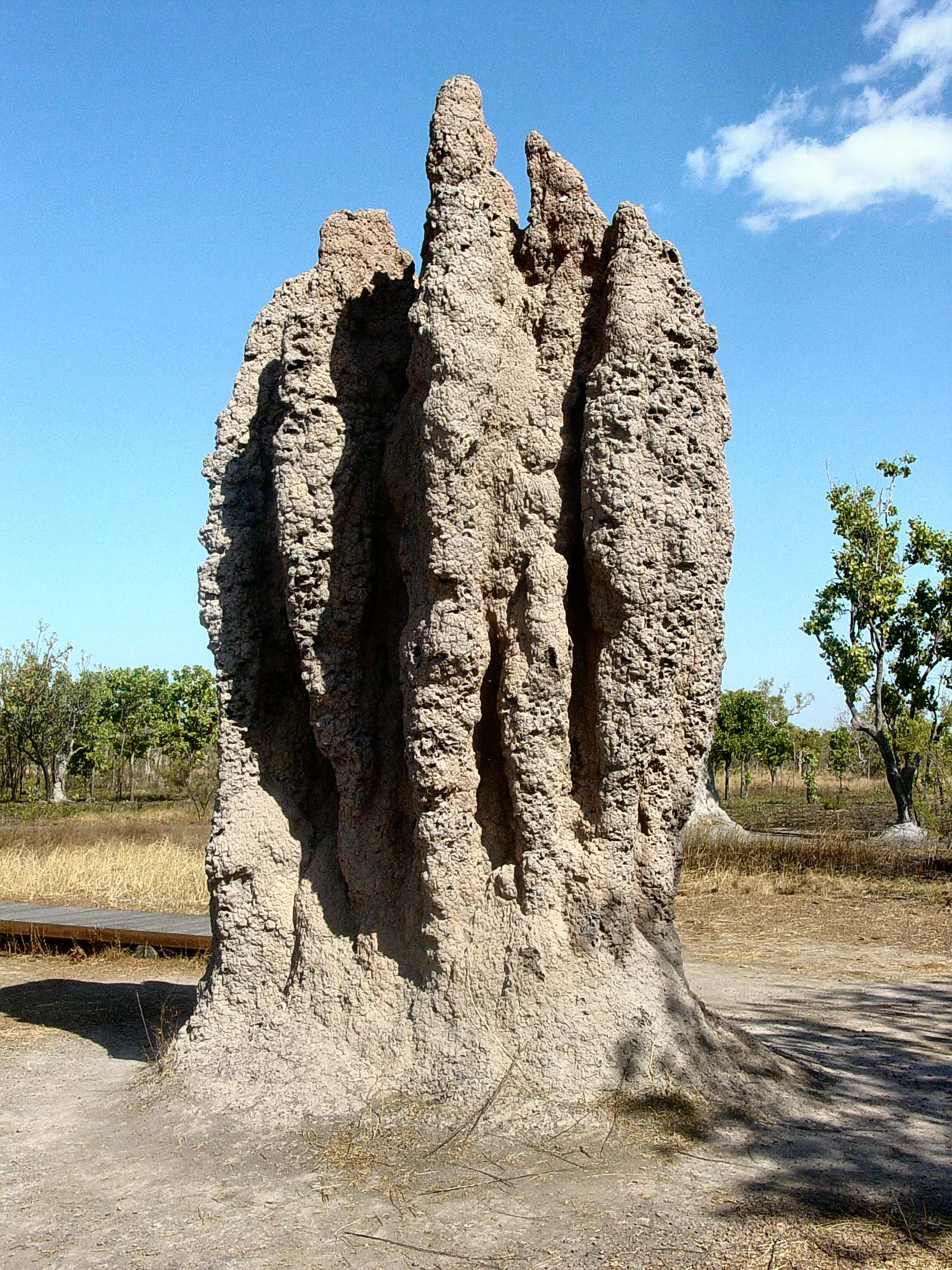
Термитник в виде собора, созданный колонией термитов, является классическим примером эмерджентности в природе.

Эмердже́нтность или эмерге́нтность (англиц. от emergent «возникающий, неожиданно появляющийся») в теории систем — наличие у системы свойств, не присущих её компонентам по отдельности; несводимость свойств системы к сумме свойств её компонентов.
Аналогичными понятиями в теории систем и других областях знаний являются синергичность, холизм, системный эффект, сверхаддитивный эффект, некомпозициональность, эфинемность (англ.).

## Материаловедение
Феномен композитных материалов — в некоторых составных системах взаимодействие компонентов приводит к тому, что у конечного материала количественный показатель хотя бы одного свойства (например, электропроводности, прочности на разрыв и проч.) не является простой суммой соответствующих показателей составных компонентов. Например, улучшение прочностных характеристик углеволоконного композита со смолами-отвердителями по сравнению с индивидуальным углеволокном.

## Эмерджентность в природе

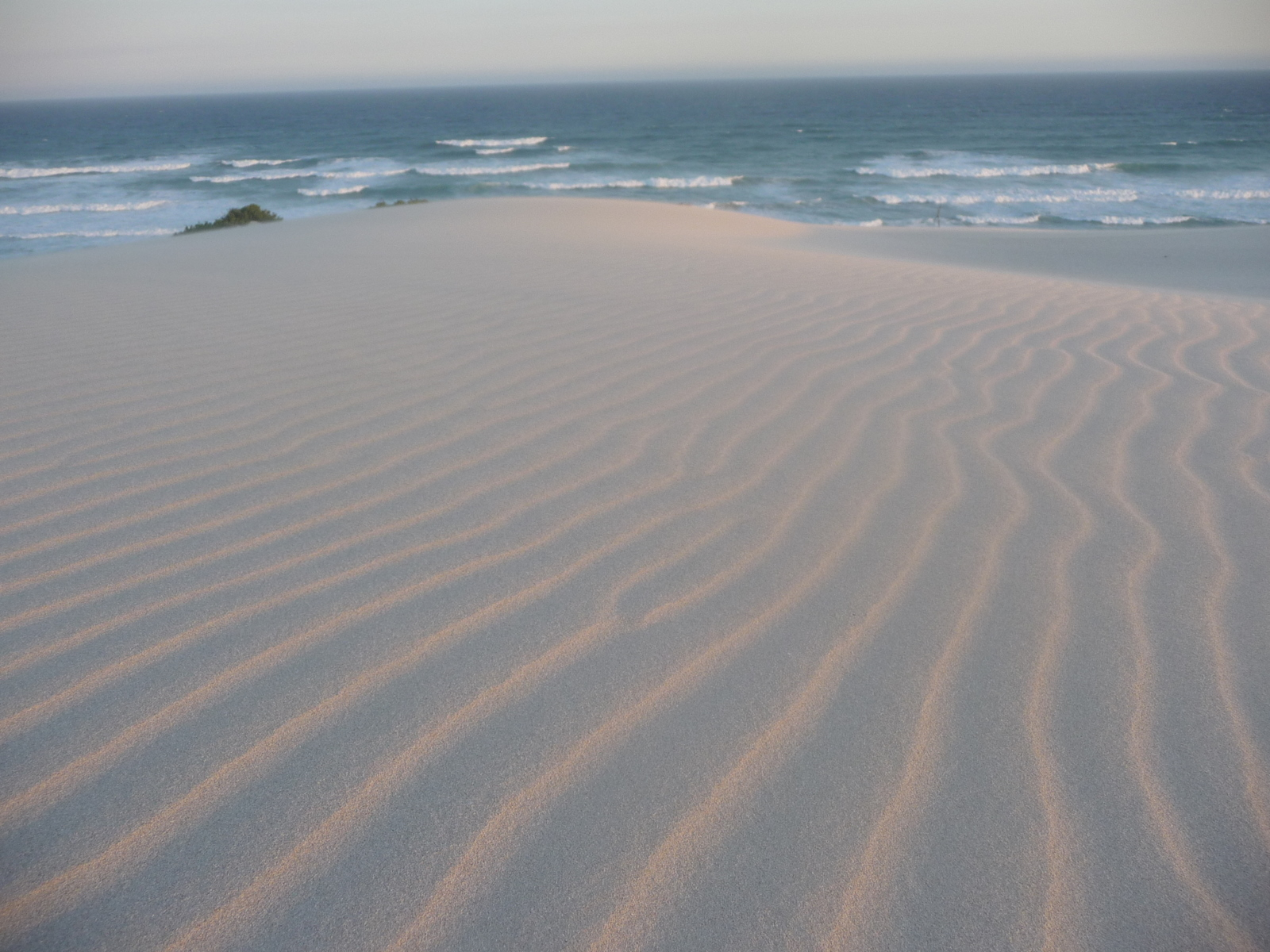
Рябь на песчаной дюне, создаваемая ветром или водой, — пример эмерджентной структуры в природе.

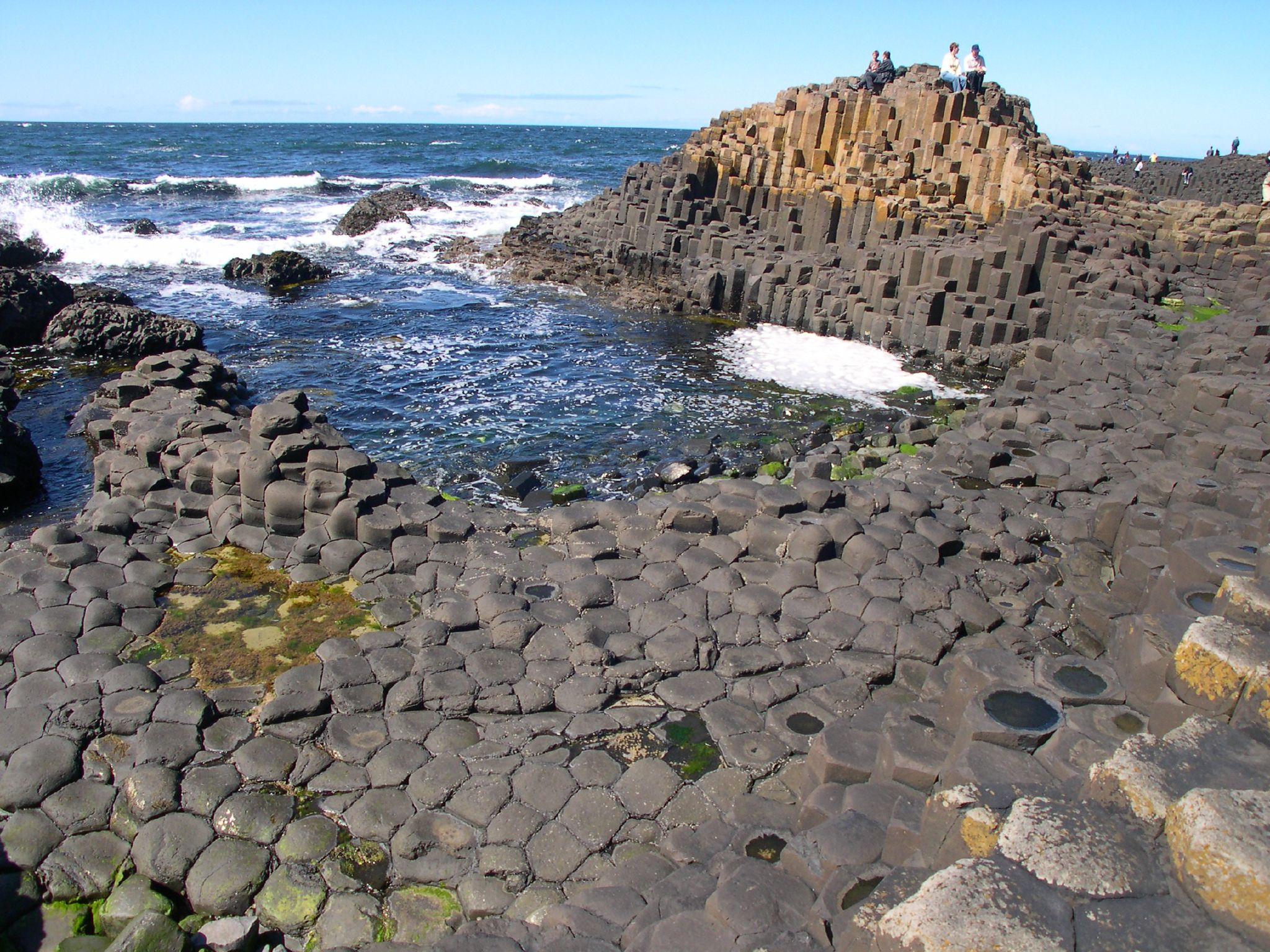
«Дорога гигантов» в Северной Ирландии — пример сложной эмерджентной структуры.

Эмерджентные структуры можно обнаружить во многих природных явлениях, от физических до биологических. Например, погодные явления, такие как ураганы, — это эмерджентные структуры. Развитие и рост сложных упорядоченных кристаллов, происходящие вследствие случайного движения молекул воды в благоприятной природной среде, является ещё одним примером эмерджентного процесса, где случайность может привести к возникновению сложных и очень интересных упорядоченных структур.
Кристаллы воды, образующиеся на стекле, демонстрируют эмерджентный, фрактальный процесс, происходящий при соответствующих температурных условиях и влажности. Однако кристаллические структуры и ураганы проходят период самоорганизации.

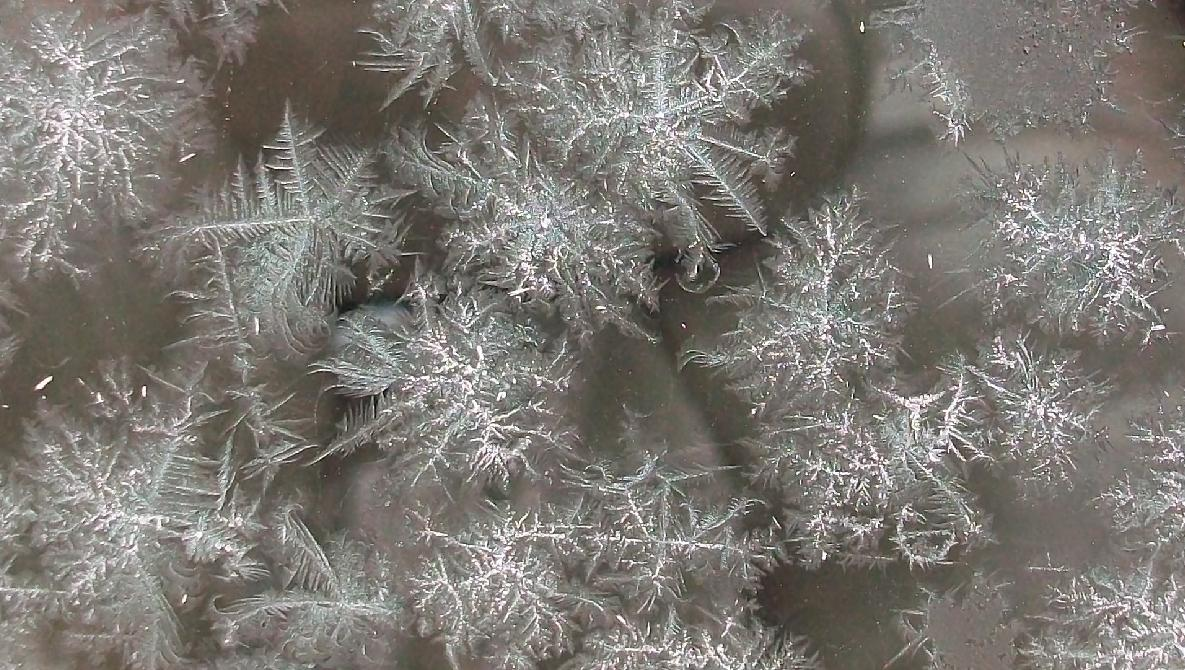
Кристаллы воды, образующиеся на стекле, демонстрируют эмерджентный, фрактальный процесс, происходящий при соответствующих температурных условиях и влажности.

Важно различать три формы эмерджентных структур. Эмерджентная структура первого порядка возникает в результате взаимодействия форм (например, водородные связи в молекулах воды приводят к поверхностному натяжению). Эмерджентная структура второго порядка включает в себя взаимодействие форм, последовательно воспроизводимое во времени (например, изменение атмосферных условий, когда снежинка падает на землю и изменяет свою форму). Наконец, эмерджентная структура третьего порядка является следствием формы, времени и наследуемых инструкций. Например, генетический код организма влияет на форму систем организма в пространстве и времени.

### Биология
Синергетические эффекты различного рода играли важную роль в эволюционном процессе вообще и в эволюции сотрудничества и сложности в частности. Естественный отбор часто изображается как «механизм» или персонифицируется как причинный фактор. В действительности дифференциальный «отбор» признака, или адаптация, является следствием функциональных эффектов, которые он производит по отношению к выживанию и репродуктивному успеху данного организма в данной среде. Именно эти функциональные эффекты в конечном счете ответственны за преемственность поколений и изменения в природе.
В эволюционных процессах причинность является итеративной; следствия также являются причинами. И это в равной степени относится к синергетическим эффектам, производимым эмерджентными системами. Другими словами, сама эмерджентность является основной причиной эволюции эмерджентных явлений в биологической эволюции; именно Синергия, производимая организованными системами, является ключом к пониманию этого.
Роение — хорошо известное поведение многих видов животных, от саранчовых до стайных рыб и стайных птиц. Эмерджентные структуры — это общая стратегия, присущая многим группам животных: колониям муравьев, термитникам, роям пчел, косякам рыб, стаям птиц и стадам/стаям млекопитающих.
В муравьиной колонии королева не отдает прямых приказов и не говорит муравьям, что делать. Вместо этого каждый муравей реагирует на раздражители в виде запаха от личинок, других муравьев, незваных гостей, пищи и скопления отходов и оставляет за собой химический след, который, в свою очередь, дает стимул другим муравьям. Здесь каждый муравей представляет собой автономную единицу, которая реагирует в зависимости только от своей локальной среды и генетически закодированных правил для своей разновидности муравьев. Несмотря на отсутствие централизованного принятия решений, колонии муравьев демонстрируют сложное поведение и даже продемонстрировали способность решать геометрические задачи. Например, колонии обычно находят максимальное расстояние от всех входов в колонию, чтобы избавиться от мертвых тел.

#### Организация жизни
Более широкий пример эмерджентных свойств в биологии рассматривается в биологической организации жизни, начиная от субатомного уровня до уровня всей биосферы. Например, отдельные атомы могут быть объединены в молекулы, такие как полипептидные цепи, которые складываются и складываются, образуя белки, которые, в свою очередь, создают ещё более сложные структуры. Эти белки, принимая свой функциональный статус из их пространственной конформации, взаимодействуют друг с другом и с другими молекулами для достижения более высоких биологических функций и в конечном итоге создают организм. Другой пример — это то, как каскадные фенотипические реакции, подробно описанные в теории хаоса, возникают из отдельных генов, мутирующих в соответствующем положении. На самом высоком уровне все биологические сообщества в мире образуют биосферу, где её человеческие участники формируют общества и сложные взаимодействия социальных систем, таких как коллективный интеллект.

### Неживые физические системы
В физике эмерджентность используется для описания свойства, закона или явления, которое происходит в макроскопических масштабах (в пространстве или времени), но не в микроскопических, несмотря на то, что макроскопическую систему можно рассматривать как очень большой ансамбль микроскопических систем. Эмерджентное свойство не обязательно должно быть более сложным, чем лежащие в его основе неэмерджентные свойства, которые его порождают. Например, законы термодинамики удивительно просты, даже если законы, управляющие взаимодействиями между составляющими частицами, сложны. Таким образом, термин «эмерджентность» в физике используется не для обозначения сложности, а скорее для того, чтобы различать, какие законы и понятия применимы к макроскопическим масштабам, а какие — к микроскопическим.
Однако другой, возможно, более широко применимый способ понимания эмерджентного разделения действительно включает в себя долю сложности, поскольку численная возможность перехода от микроскопического к макроскопическому свойству говорит о «силе» эмерджентности. Это лучше понять, учитывая следующее определение из физики:
«Эмерджентное поведение физической системы — это качественное свойство, которое может иметь место только в том пределе, когда число микроскопических составляющих стремится к бесконечности». Но поскольку в реальном мире на самом деле нет бесконечных систем, не существует очевидного естественного понятия о жестком разделении между свойствами составляющих системы и свойствами эмерджентного целого. Считается, что классическая механика зарождается из квантовой механики, в принципе квантовая динамика полностью описывает все происходящее на классическом уровне. Однако для описания движения падающего яблока в терминах расположения его электронов потребовался бы компьютер размером больше, чем размер Вселенной, с большим временем для вычислений, чем время жизни Вселенной. Таким образом, можно считать это «сильным» эмерджентным разделением.
Примеры эмерджентности в физических системах:
- Законы классической механики возникают как предельный случай из правил квантовой механики, применяемых к достаточно большим массам. Это особенно странно, поскольку квантовая механика обычно считается более сложной, чем классическая механика.
- Силы трения возникают при рассмотрении более сложных, чем элементарные частицы, структур материи, поверхности которых могут преобразовывать механическую энергию в тепловую при трении друг о друга. Аналогичные соображения применимы и к другим эмерджентным понятиям в механике сплошных сред, таким как вязкость, упругость, прочность при растяжении и т. д.
- Узорчатый грунт: отчетливые и часто симметричные геометрические формы, образованные грунтовым материалом в перигляциальных областях.
- Электрические сети: объемный проводящий отклик бинарных электрических сетей со случайными расположениями, известный как универсальный диэлектрический отклик, можно рассматривать как эмерджентное свойство таких физических систем. Такие механизмы могут быть использованы в качестве простых физических прототипов для получения математических формул для эмерджентных реакций сложных систем[8].
- Погода

Температура иногда используется в качестве примера эмерджентного макроскопического поведения. В классической динамике моментального снимка мгновенных импульсов большого числа частиц, находящихся в равновесии, достаточно, чтобы найти среднюю кинетическую энергию на степень свободы, пропорциональную температуре. Для небольшого числа частиц мгновенных импульсов в данный момент времени статистически недостаточно для определения температуры системы. Однако с помощью эргодической гипотезы, температура может быть найдена с произвольной точностью путем дальнейшего усреднения импульсов за достаточно долгое время.
Конвекция в жидкости или газе — ещё один пример эмерджентного макроскопического поведения, которое имеет смысл только при рассмотрении перепадов температур. Конвекционные ячейки, в частности ячейки Бенара, являются примером самоорганизующейся системы, или диссипативной системы, структура которой определяется как ограничениями системы, так и случайными возмущениями: возможные реализации формы и размера ячеек зависят от градиента температуры, а также от природы жидкости и формы контейнера, но какие конфигурации фактически реализуются, обусловлено случайными возмущениями. Таким образом, эти системы демонстрируют нарушение симметрии.
Согласно Лафлину, для многих систем частиц ничто не может быть точно вычислено из микроскопических уравнений, а макроскопические системы характеризуются нарушенной симметрией: симметрия, присутствующая в микроскопических уравнениях, отсутствует в макроскопической системе из-за фазовых переходов. В результате эти макроскопические системы описываются в собственной терминологии и обладают свойствами, не зависящими от многих микроскопических деталей. Это не означает, что микроскопические взаимодействия не имеют значения, но просто вы их больше не видите — вы видите только перенормированный эффект от них. Лафлин ставит прагматичный вопрос: если вы, возможно, никогда не сможете вычислить макроскопические свойства нарушенной симметрии из микроскопических уравнений, то какой смысл говорить о сводимости?

### Физика конденсированного состояния
Теоретическое понимание физики конденсированных сред тесно связано с понятием эмерджентность, при которой множество частиц ведёт себя совершенно иначе, чем её отдельные составляющие. Этот термин используется для описания закона или явления, которые проявляют себя на макроскопическом уровне, но не на микроскопическом уровне, несмотря на то, что макроскопическая система представляется как множество микроскопических систем
Например, ряд явлений, связанных с высокотемпературной сверхпроводимостью, плохо изучен, хотя микроскопическая физика отдельных электронов и решёток хорошо известна. Аналогичным образом были изучены модели систем конденсированных сред, в которых коллективные возбуждения ведут себя подобно фотонам и электронам, тем самым описывая электромагнетизм как новое возникающее явление. Эмерджентные свойства также могут проявляться на границе раздела материалов: одним примером является интерфейс алюмината лантана и титаната стронция, где два немагнитных изолятора соединяются для создания проводимости, сверхпроводимости и ферромагнетизма.

## Квантовая физика
В некоторых физических теориях элементарных частиц даже такие базовые структуры, как масса, пространство и время, рассматриваются как эмерджентные явления, возникающие из более фундаментальных понятий, таких как бозон Хиггса или струны. В некоторых интерпретациях квантовой механики восприятие детерминированной реальности, в которой все объекты имеют определённые координату, импульс и т. д., на самом деле является эмерджентным явлением, при этом истинное состояние материи описывается волновой функцией, которая не обязательно имеет одно положение или импульс. Химию, в свою очередь, можно рассматривать как эмерджентное свойство законов физики. Биологию (включая теорию эволюции) можно рассматривать как эмерджентное свойство законов химии. Точно так же психология может быть понята как эмерджентное свойство нейробиологических законов. Наконец, некоторые экономические теории понимают экономику как эмерджентную особенность психологии.
По мнению философа Дженанн Исмаэль для того чтобы понять явления локальности и нелокальности в квантовой физике, следует рассматривать пространство как эмерджентную структуру:

…нужно смотреть на пространство в том виде, в каком мы его знаем, — повседневное пространство, в котором мы судим об измерениях в различных его частях, — как на эмерджентную структуру. Возможно, когда мы смотрим на две части, мы видим одно и то же событие. Мы взаимодействуем с одной и той же частичкой реальности из различных частей пространства.

## Эмерджентность в обществе

### Спонтанный порядок
Группы людей, предоставленных самим себе, как правило, создают спонтанный порядок, а не бессмысленный хаос, которого часто боятся. Это наблюдалось в человеческом обществе, по крайней мере, со времен Чжуан-Цзы в Древнем Китае. Люди являются основными элементами социальных систем, которые постоянно взаимодействуют и создают, поддерживают или расторгают социальные связи. Социальные связи в социальных системах постоянно изменяются в своей структуре. Хорошим примером является круговой перекрёсток, на который автомобили въезжают и выезжают с такой эффективной организацией, что в некоторых современных городах начали заменять стоп-сигналы на проблемных перекрестках транспортными кругами и получать лучшие результаты. Программное обеспечение с открытым исходным кодом и вики-проекты являются ещё более убедительной иллюстрацией спонтанного порядка. Всякий раз, когда имеется множество взаимодействующих индивидов, из беспорядка возникает паттерн, решение, структура или изменения направления.

### В экономике
Фондовый рынок является примером эмерджентности в крупном масштабе. В целом он точно регулирует относительные цены на ценные бумаги компаний по всему миру, однако у него нет лидера; когда нет централизованного планирования, нет ни одной организации, которая контролирует работу всего рынка. Агенты, или инвесторы, знают лишь ограниченное число компаний в своем портфеле и должны следовать правилам регулирования рынка и анализировать сделки индивидуально или в больших группах. Появляются тенденции и закономерности, которые интенсивно изучаются техническими аналитиками.

### В интернете
Всемирная паутина является популярным примером децентрализованной системы, проявляющей эмерджентные свойства. Нет централизованной организации, нормирующей количество ссылок, но количество ссылок, указывающих на каждую страницу, подчиняется степенному закону, в котором небольшое число страниц имеют большинство связей, а большинство страниц имеют малое число связей. Однако почти любая пара страниц может быть соединена друг с другом через относительно короткую цепочку ссылок. Хотя это свойство относительно хорошо известно сейчас, изначально оно было неожиданным в нерегулируемой сети, которая используется совместно со многими другими типами сетей, имеющих структуру графа «Мир тесен». Интернет-трафик также может проявлять некоторые эмерджентные свойства. В механизме управления перегрузкой потоки TCP могут быть глобально синхронизированы в узких местах, одновременно увеличивая и уменьшая свою пропускную способность. Перегрузка сети, широко рассматриваемая как неприятность, является эмерджентным свойством распространения узких мест в сети в высоких потоках трафика, которое можно рассматривать как фазовый переход.
Ещё один важный пример эмерджентности веб-систем — это социальные закладки. В системах социальных закладок пользователи присваивают теги ресурсам, совместно используемым другими пользователями, что порождает тип организации информации, возникающий в результате этого процесса краудсорсинга. Недавние исследования, которые эмпирически анализируют сложную динамику таких систем, показали, что консенсус относительно стабильных распределений и простой формы общих словарей возникает даже в отсутствие централизованного контролируемого словаря. Некоторые исследователи считают, что это может быть связано с тем, что пользователи, которые вносят теги, используют один и тот же язык, и у них общие семантические структуры, лежащие в основе выбора слов. Таким образом, конвергенцию в социальных тегах можно интерпретировать как эмерджентность структур, когда люди, имеющие сходную семантическую интерпретацию, совместно индексируют онлайн-информацию — происходит процесс, называемый семантической имитацией.

### В городской архитектуре

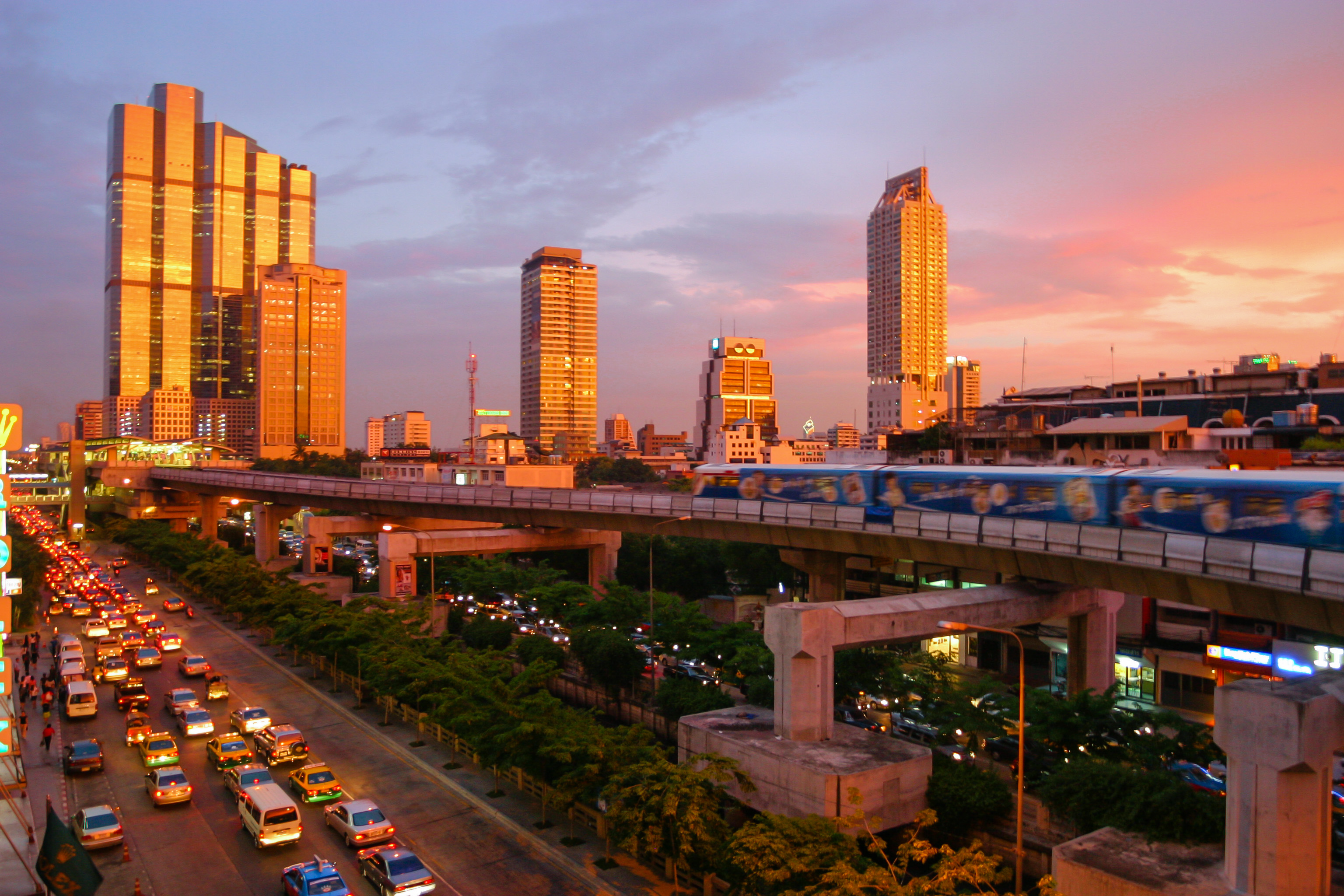
Модели движения в городах можно рассматривать как пример спонтанного порядка

Эмерджентные структуры появляются на многих различных уровнях организации или в виде спонтанного порядка. Эмерджентная самоорганизация часто возникает в городах, где ни проектирование, ни зонирование не предопределяют планировку города. Комплексное исследование эмерджентного поведения обычно не рассматривается как однородная область, а разделяется на прикладные или проблемные области. Архитекторы не могут спроектировать все пешеходные дорожки внутри комплекса зданий. Вместо этого они могут позволить проявиться паттернам поведения пешеходов, а затем разместить тротуар там, где они стали исхоженными.
Архитектурная школа Кристофера Александера использует более глубокий подход к эмерджентности: стремится изменить сам процесс роста городов, чтобы повлиять на их форму, устанавливая новую методологию планирования и дизайна, связанную как с традиционными практиками, так и с эмерджентным урбанизмом. Возникновение городов также было связано с теориями городской сложности и городской эволюции.
Экология зданий — это концептуальная основа для понимания архитектуры и застроенной среды как интерфейса между динамически взаимозависимыми элементами зданий, их обитателями и окружающей средой в целом. Вместо того чтобы рассматривать здания как неодушевленные или статичные объекты, их можно рассмотреть как интерфейсы или пересекающиеся области живых и неживых систем. Микробиологическая экология внутренней среды сильно зависит от строительных материалов, жильцов, содержания, экологического контекста и внутреннего и наружного климата. Наблюдается сильная связь между химическим составом атмосферы, качеством воздуха в помещении и химическими реакциями, происходящими в помещении. Химические вещества могут быть питательными, нейтральными или биоцидами для микроорганизмов. Микробы вырабатывают химические вещества, которые могут оказывать влияние на строительные материалы, здоровье и благополучие жильцов. Люди используют вентиляцию, управляют температурой и влажностью, чтобы достичь комфорта с сопутствующим воздействием на микроорганизмы, которые заполняют помещение и размножаются.
Эмерджентные явления в компьютерах также использовались в процессах архитектурного проектирования, например для исследований и экспериментов в области цифровой материальности.

### Язык
Структура и регулярность грамматики языков и языковые изменения являются эмерджентным явлением. В то время как каждый говорящий просто пытается достичь своих собственных коммуникативных целей, он использует язык определённым образом. Если большое количество говорящих действуют так же, язык меняется. В более широком смысле нормы языка, то есть языковые соглашения между носителями языка, можно рассматривать как систему, возникающую в результате длительного участия в решении коммуникативных проблем в различных социальных условиях.
Отличным примером эмерджентности служит появление никарагуанского жестового языка, изобретенного глухими детьми в специализированных школах.